# 心材喩小経
『心材喩大経』（しんざいゆしょうきょう、巴: Cūḷasāropama-sutta, チューラサーローパマ・スッタ）とは、パーリ仏典経蔵中部に収録されている第30経。『小心材喩経』（しょうしんざいゆきょう）とも。
釈迦が、婆羅門ピンガラコッチャに、仏道を本懐を良い木に喩えて説いていく。

## 日本語訳
- 『南伝大蔵経・経蔵・中部経典1』（第9巻） 大蔵出版
- 『パーリ仏典 中部（マッジマニカーヤ）根本五十経篇II』 片山一良訳 大蔵出版
- 『原始仏典 中部経典1』（第4巻） 中村元監修 春秋社